# Dominica Freedom Party
De Dominica Freedom Party (Nederlands: Vrijheidspartij van Dominica) is een centrumrechtse politieke partij op het eiland Dominica (niet te verwarren met de Dominicaanse Republiek).
Van 1980 tot 1995 was de DFP de regeringspartij. DFP-leidster mevr. Dame Mary Eugenia Charles was in die periode premier. Bij de verkiezingen van 1995 leed de partij onder leiding van Brian Alleyne echter een nederlaag en belandde in de oppositie.
Onder Charles Savarin, partijleider van 1996 tot 2007, viel de DFP steeds verder terug. Bij de verkiezingen van 2000 behaalde de partij nog twee zetels en vormde het een coalitie met de Dominica Labour Party, maar bij de verkiezingen van 5 mei 2005 verloor de DFP al haar zetels in het 21 zetels tellende parlement. Daarna speelde de partij geen rol van betekenis meer.